# 拉濟涅 (羅馬尼夫區)
50°3′12″N 27°57′25″E / 50.05333°N 27.95694°E
拉濟涅（烏克蘭語：Разіне），是烏克蘭北部的村莊，隸屬日托米爾州的日托米爾區。該村始建於1878年，面積0.82平方公里，2001年人口347，人口密度每平方公里423.17人。